# Azza Besbes
Azza Besbes (arab. عزة بسباس; ur. 28 listopada 1990 w Tunisie) – tunezyjska szablistka, srebrna medalistka mistrzostw świata.
W 2007 roku zdobyła brąz w indywidualnej rywalizacji kadetek na mistrzostwach świata juniorów w Belek. Na rozgrywanych trzy lata później mistrzostwach świata juniorów w Baku także była trzecia indywidualnie.
Podczas mistrzostw świata w Lipsku w 2017 roku wywalczyła srebrny medal w turnieju indywidualnym. W finale przegrała z Ukrainką Olhą Charłan. Była też między innymi siódma indywidualnie na mistrzostwach świata w Paryżu w 2010 roku i mistrzostwach świata w Moskwie w 2015 roku.
Wystartowała na igrzyskach olimpijskich w Pekinie w 2008 roku, zajmując siódme miejsce indywidualnie. Na rozgrywanych cztery lata później igrzyskach olimpijskich w Londynie odpadła w drugiej rundzie turnieju indywidualnego. Brała też udział w igrzyskach olimpijskich w Rio de Janeiro w 2016 roku, gdzie była szósta.
Ponadto zdobyła złoto indywidualnie na igrzyskach śródziemnomorskich w Tarragonie w 2018 roku i brąz na igrzyskach śródziemnomorskich w Mersin w 2013 roku.
Jej siostra, Sarra Besbes, także uprawiała szermierkę.